# لونگ‌سوین
لونگ‌سوین (به ویتنامی: Long Xuyên) یک شهر در ویتنام است که در استان آن‌جانگ واقع شده‌است.
این شهر در سال ۲۰۲۲ میلادی ۲۸۶٬۱۴۰ نفر جمعیت داشته است.

## تقسیمات اداری
شهر لونگ‌سوین ۱۰ ناحیه و ۲ قصبه تقسیم شده است.
- ‌ ناحیه‌ها (Phường)
  - بین‌خان (Bình Khánh)
  - بین‌دوک (Bình Đức)
  - می‌بین (Mỹ Bình)
  - می‌تان (Mỹ Thạnh)
  - می‌توی (Mỹ Thới)
  - می‌سوین (Mỹ Xuyên)
  - می‌فیوک (Mỹ Phước)
  - می‌کوی (Mỹ Quý)
  - می‌لونگ (Mỹ Long)
  - می‌هوا (Mỹ Hòa)

- قصبه‌ها (xã)
  - می‌خان (Mỹ Khánh)
  - می‌هوا‌هینگ (Mỹ Hòa Hưng)